# Марина Елалі
Марина Елалі (нар. 6 квітня 1982, Натал, Бразилія) — бразильська співачка та авторка пісень.
Закінчила музику та співи в музичному коледжі Берклі в Бостоні. Після сезону в США артистка брала участь у програмі FAMA, Rede Globo, і незабаром випустила пісню "Você" Роберто та Еразмо Карлоса, як тему Дебори Сікко та Муріло Бенісіо в мильній опері "América".

## Дискографія
- Marina Elali (2005)
- De Corpo e Alma Outra Vez (2007)
- Longe ou Perto (2009)
- Duetos (2013)